# تربزینگ
تربزینگ (به آلمانی: Trebesing) یک منطقهٔ مسکونی در اتریش است که در ناحیه اشپیتال آن در دراو واقع شده‌است. تربزینگ ۱٬۲۵۰ نفر جمعیت دارد.